# Pluh

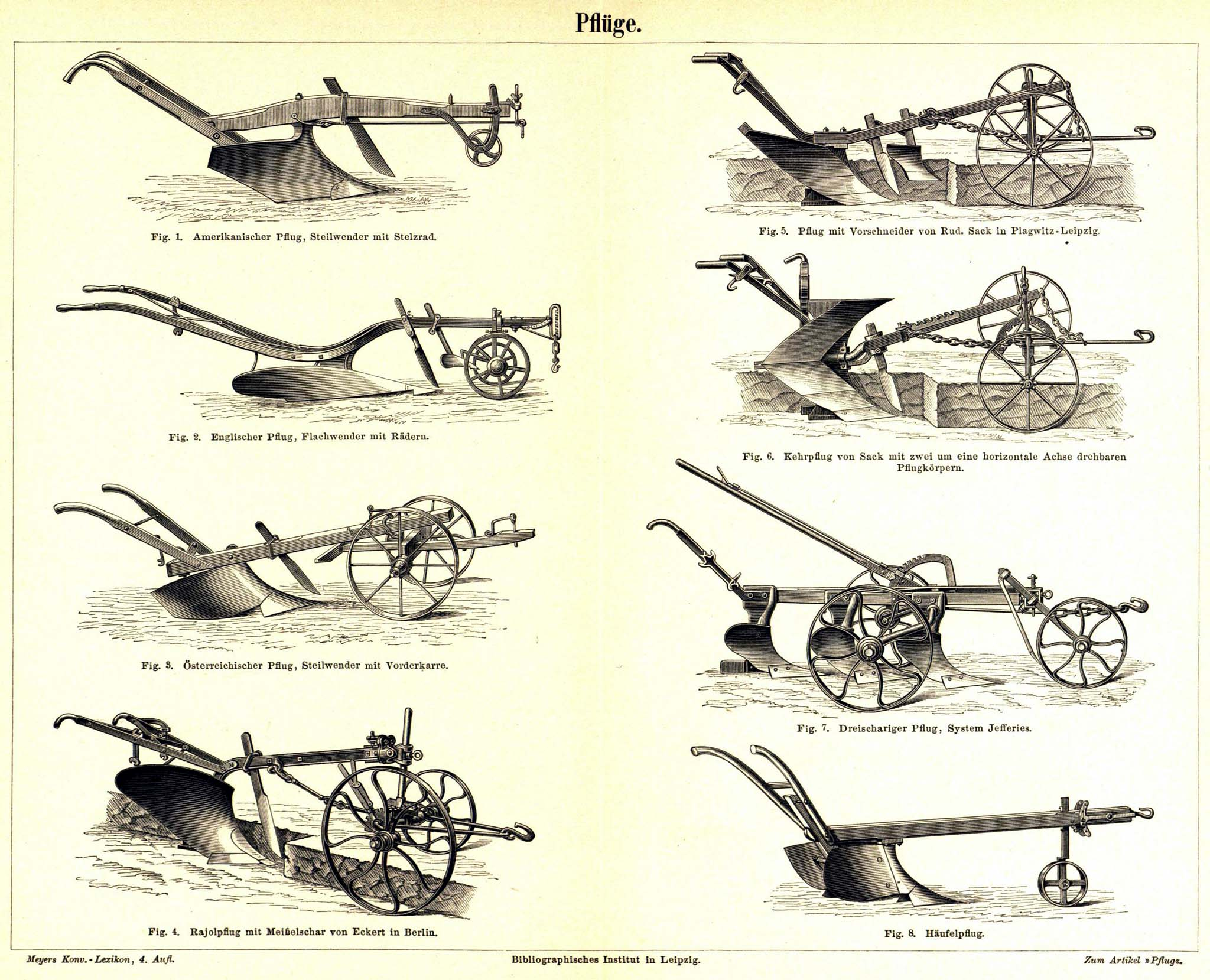
Různé druhy pluhů (Meyers Konversations-Lexikon)

Pluh je oradlo, tedy zařízení umožňující obdělávání zemědělské půdy orbou. Slouží k rozrušení a převracení půdy před setím či sázením. Po většinu historie byl pluh základním nástrojem zemědělství.
Od rádla se pluh liší především tím, že je asymetrický a odhrnuje hlínu na jednu stranu a překlápí ji. Mnohá dobová oradla se však těmto definicím a tomuto rozlišení vymykají. U archeologických nálezů též bývá obtížné rozlišit úmyslnou asymetrii od deformací způsobených používáním.
Použití tradičního pluhu se v některých oblastech snížilo kvůli hrozbě poškození půdy a erozi. Místo něj se používá mělčí orba nebo jiné šetrnější způsoby obdělávání půdy.

## Etymologie
Slovo pluh (plug) se vyskytuje v řadě dalších slovanských jazyků (a rumunštině), podobné slovo, např. německé Pflug nebo anglické plough, se používá v germánských jazycích, ve kterých jsou pro nejstarší dobu doložena jiná označení pluhu. Původ slova je sporný. Např. Václav Machek považoval plugъ i na základě starobylé terminologie pro součásti pluhu za slovo slovanského původu, odvozené od slovesa plugati („plouhati“). Germánské slovo mělo pak být převzato od Slovanů.

## Vývoj

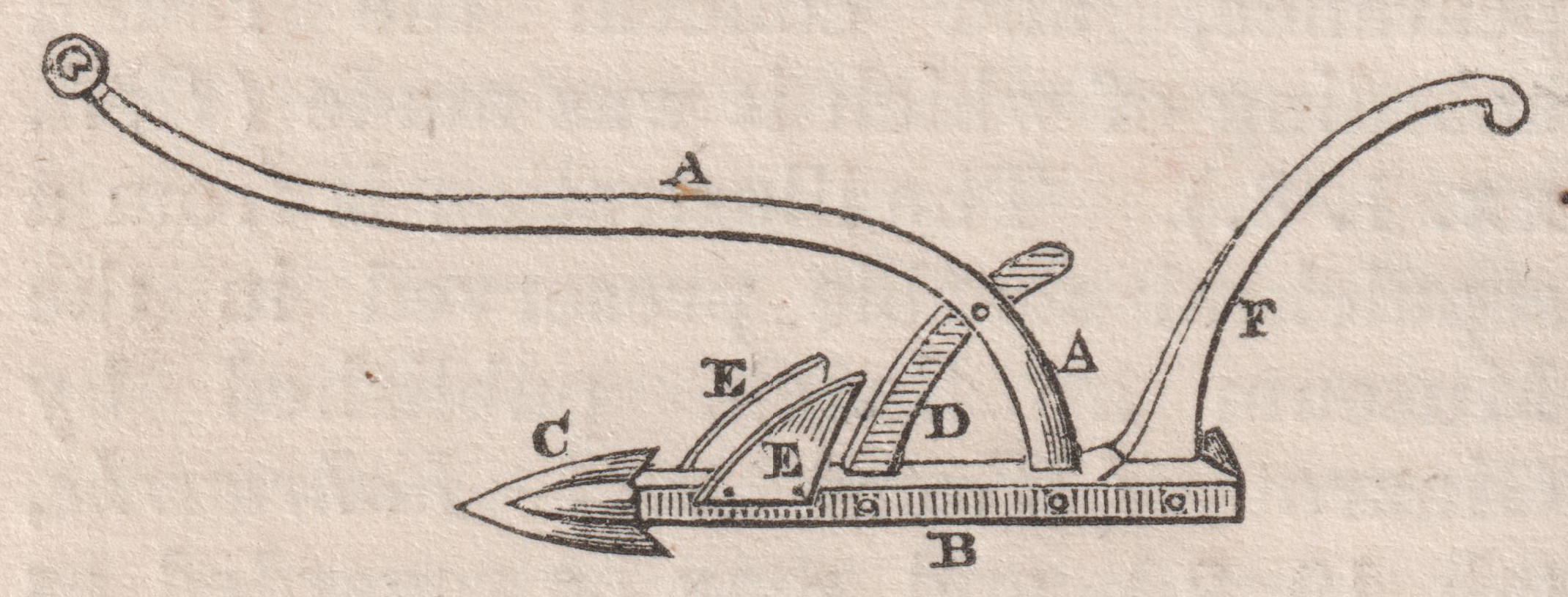
Římské aratrum (vyobrazení Anthony Rich, 1849).

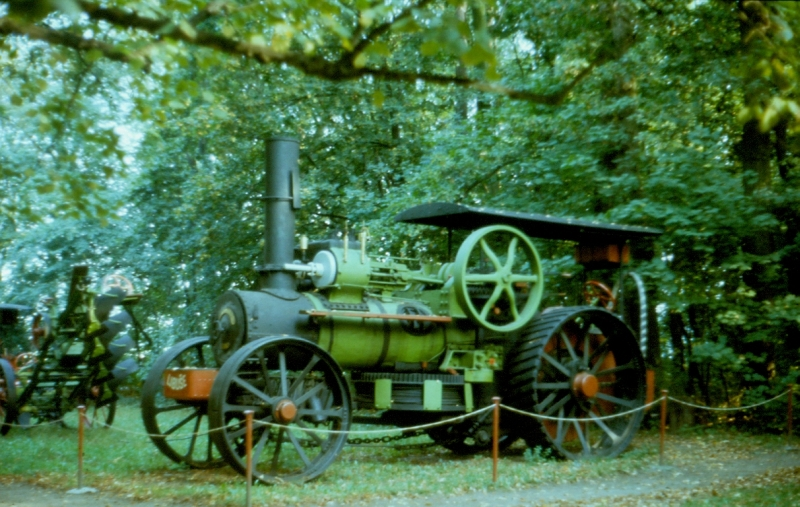
Lokomobila (zámek Kačina, 1989)

Jeho pravěkými předchůdci byli postupně motyka, rylcové rádlo (tzv. „hák“), plazové rádlo s okovanou radlicí a jiné typy oradel. Především pak český vynález bratranců Veverkových – ruchadlo.
Nejstarší pluhy neměly kola; Římané je nazývali aratrum. Keltové začali používat kolové pluhy během římské éry. Hlavním účelem orby je převrácení svrchní vrstvy půdy, přinášející čerstvé živiny na povrch a zahrabávající plevel a rostlinné zbytky k rozkladu. Rýhy vytvořené pluhem se nazývají brázdy. Moderní zoraná pole se obvykle nechávají vyschnout a poté se vláčí před výsadbou. Orba a kultivace sjednocují složení horních 12 až 25 centimetrů půdy, kde roste většina kořenů rostlin.
Pluhy byly zpočátku poháněny lidskou silou, ale využití hospodářských zvířat bylo výrazně efektivnější. Prvními tažnými zvířaty byli voli, později se v mnoha oblastech začali používat koně a mezci. Průmyslová revoluce přinesla možnost využití parních strojů k tahu pluhů, které byly počátkem 20. století nahrazeny traktory se spalovacími motory. Významným vynálezem pro orbu v australských sadech ve 30. letech 20. století byl pluh Petty Plough.
Moderní pluhy mohou mít víceradličnou konstrukci (v sériovém i paralelním smyslu). Tyto pluhy bývají dnes motorizované i když v chudších zemích není výjimkou tažení zvířaty. Motorizované pluhy jsou dnes v drtivé většině tažené traktorem, ale na přelomu 19. století se používaly pluhy tažené lokomobilami na laně a později jednoúčelové motorové pluhy, které byly pro svoji jednoúčelovost poměrně rychle vystřídány traktory. Princip konstrukce se od dob bratranců Veverkových změnil jen minimálně.

## Moderní pluh
Moderní pluhy jsou obvykle vícenásobně otočné a upevněné na traktoru pomocí tříbodového závěsu. Běžně mívají dva až sedm orebních těles, zatímco polo nesené pluhy, jejichž zdvih je podporován kolem přibližně v polovině délky, mohou mít až 18 radlic. Hydraulika traktoru slouží k nadzvednutí, otočení nářadí a nastavení šířky i hloubky brázdy. Oráč stále musí nastavit tahové zavěšení tak, aby pluh udržoval správný úhel v půdě. Tento úhel a hloubku však moderní traktory dokážou řídit automaticky.
Jako doplněk k zadnímu pluhu lze na přední část traktoru, pokud je vybaven předním tříbodovým závěsem, namontovat pluh se dvěma až třemi radlicemi.
Mezi hlavní výrobce moderních pluhů lze v dnešní době zařadit výrobce Kverneland, Lemken, Kuhn, Amazone, Gregoire Besson a Vogel & Noot, kteří neustále inovují a vylepšují technologie v oblasti zpracování půdy.

## Konstrukce

Schéma konstrukce pluhu

Hlavními součástmi pluhu jsou radlice, která je součástí pluhu oddělující zeminu, a na ni navazující odhrnovací deska, která zeminu obrací. Ostatní součásti slouží zejména jako tažný (nebo tlačný) a stavěcí mechanismus pluhu.
Obrázek (vpravo) ukazuje základní součásti pluhu:
1. slupice
2. závěs
3. výškový regulátor
4. krojidlo (zobrazeno nožové, častější je dnes kotoučové)
5. dláto
6. nůž
7. odhrnovací deska

## Symbolika
Pluh je v českých zemích symbolem mytického zakladatele dynastie Přemyslovců – Přemysla Oráče. Je také zobrazen na symbolech Ústeckého kraje.

## Galerie

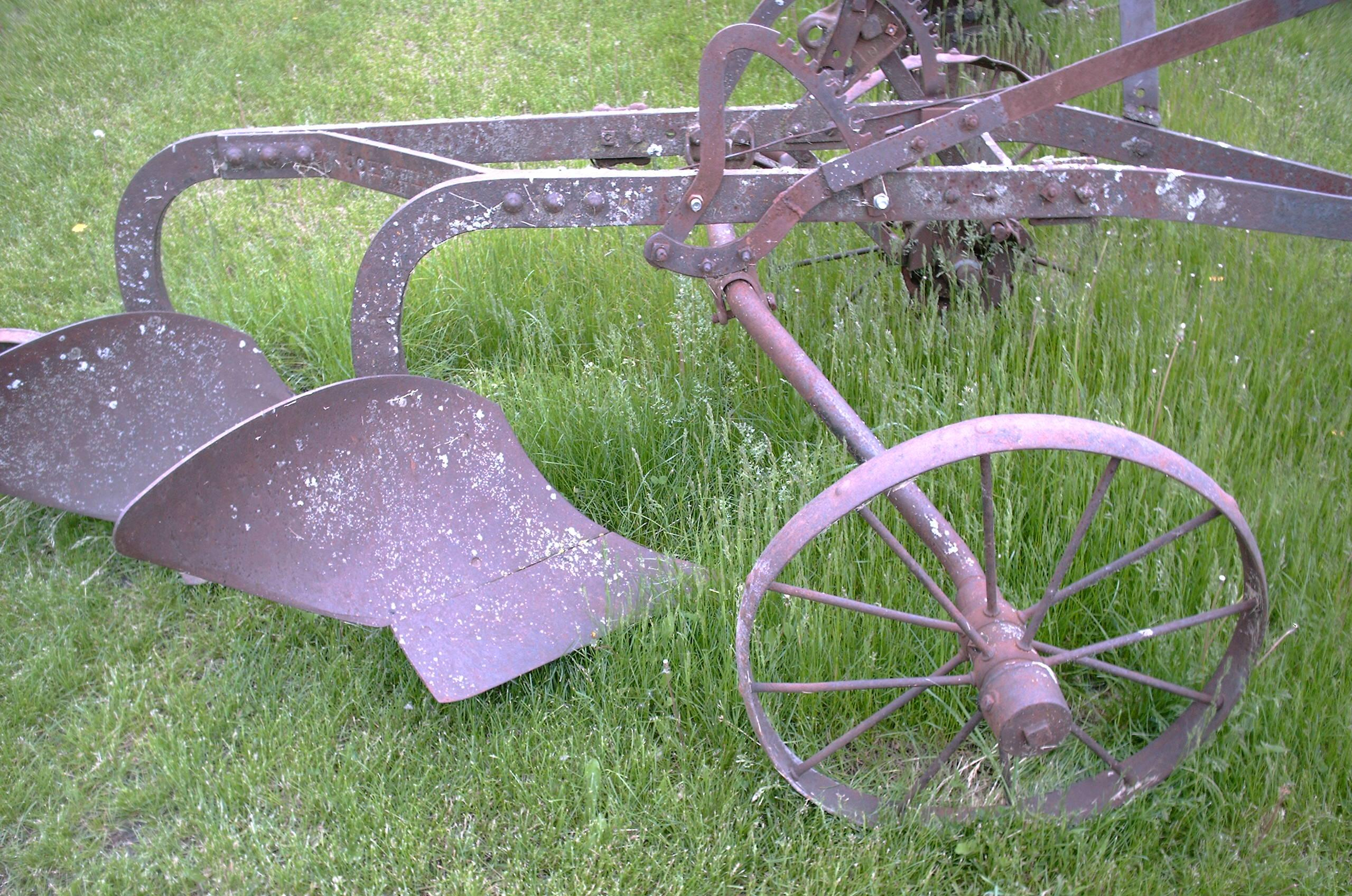
Pluh
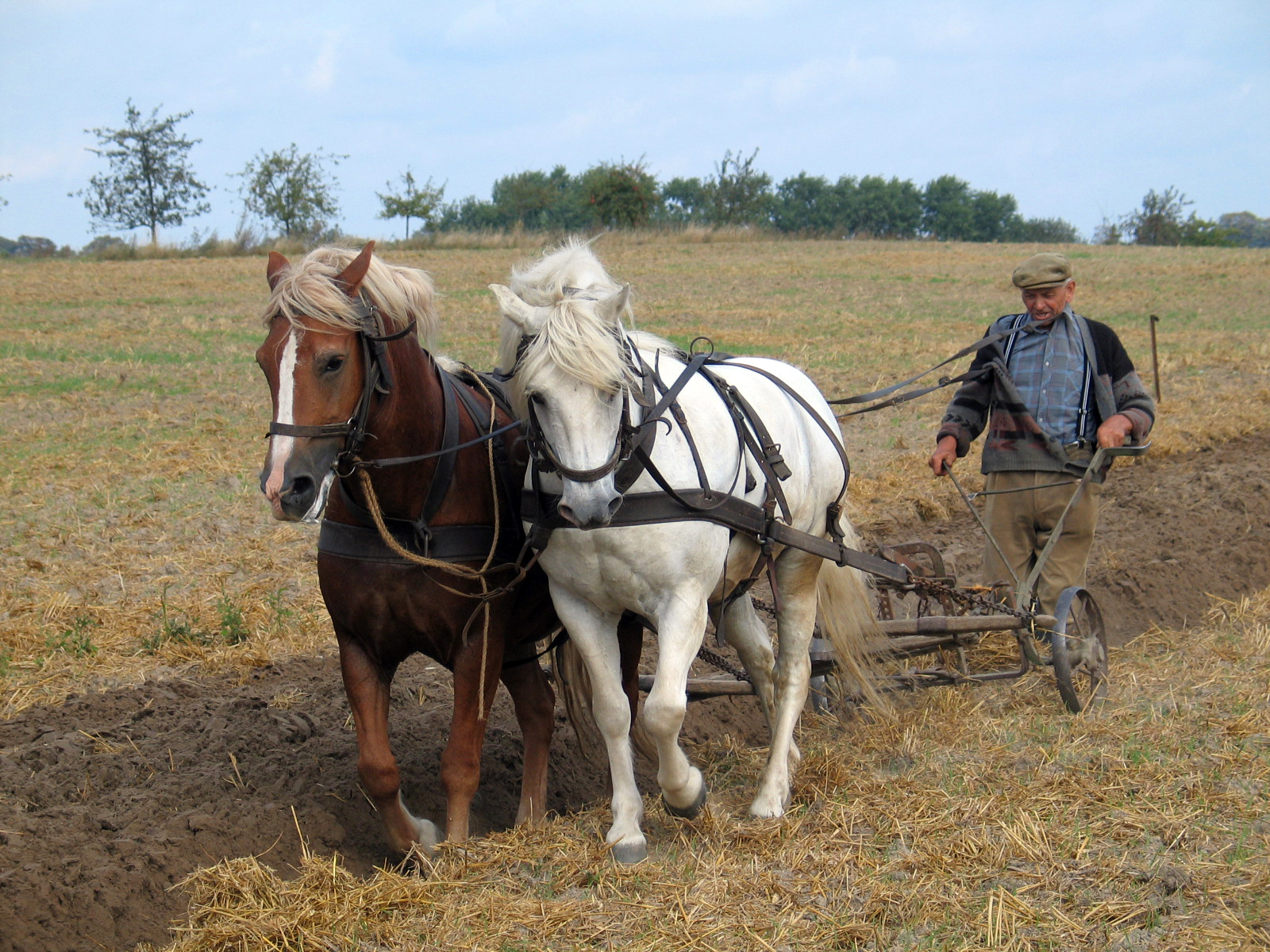
Oráč s tradičním pluhem
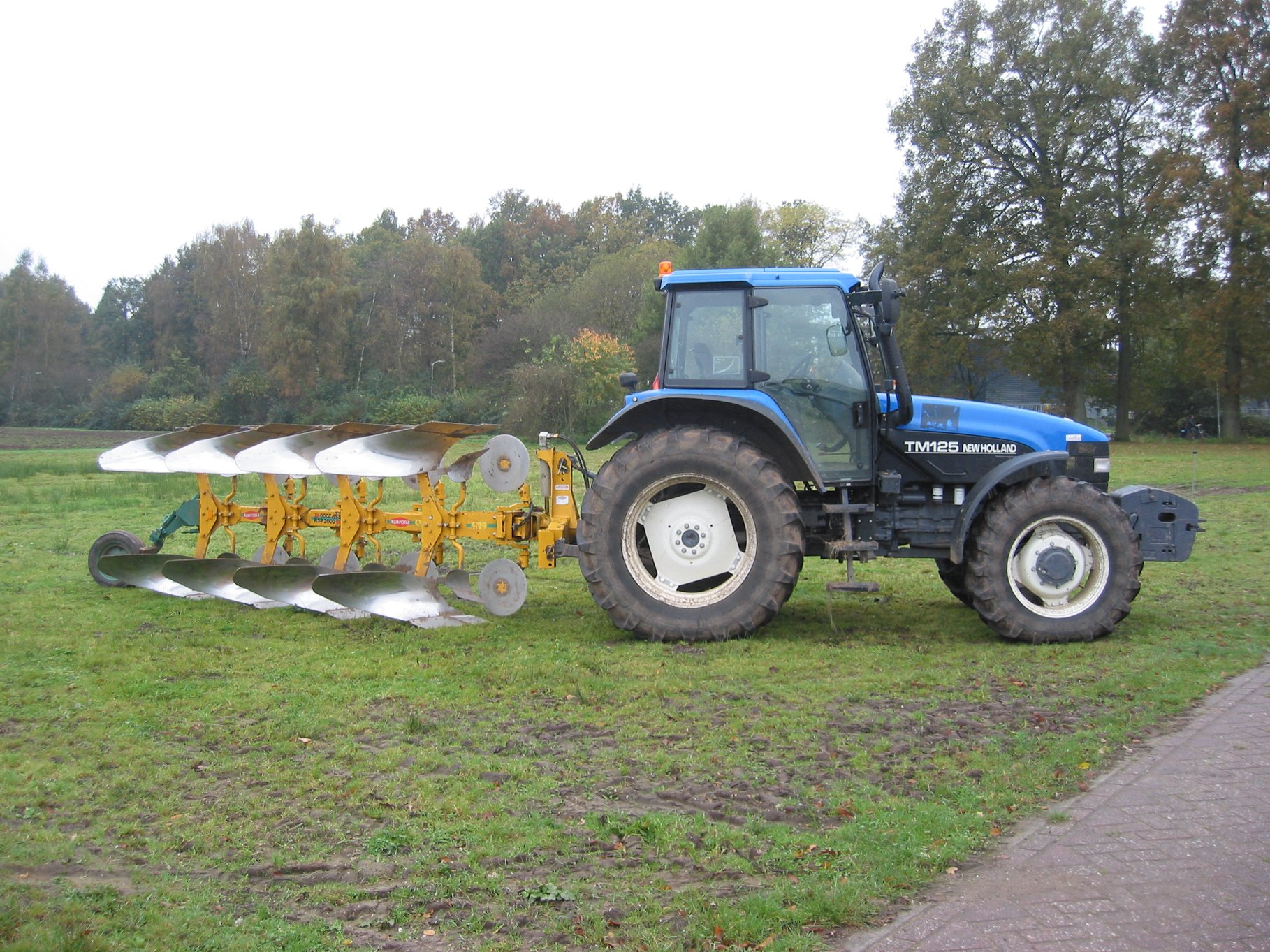
Traktor s moderním pluhem
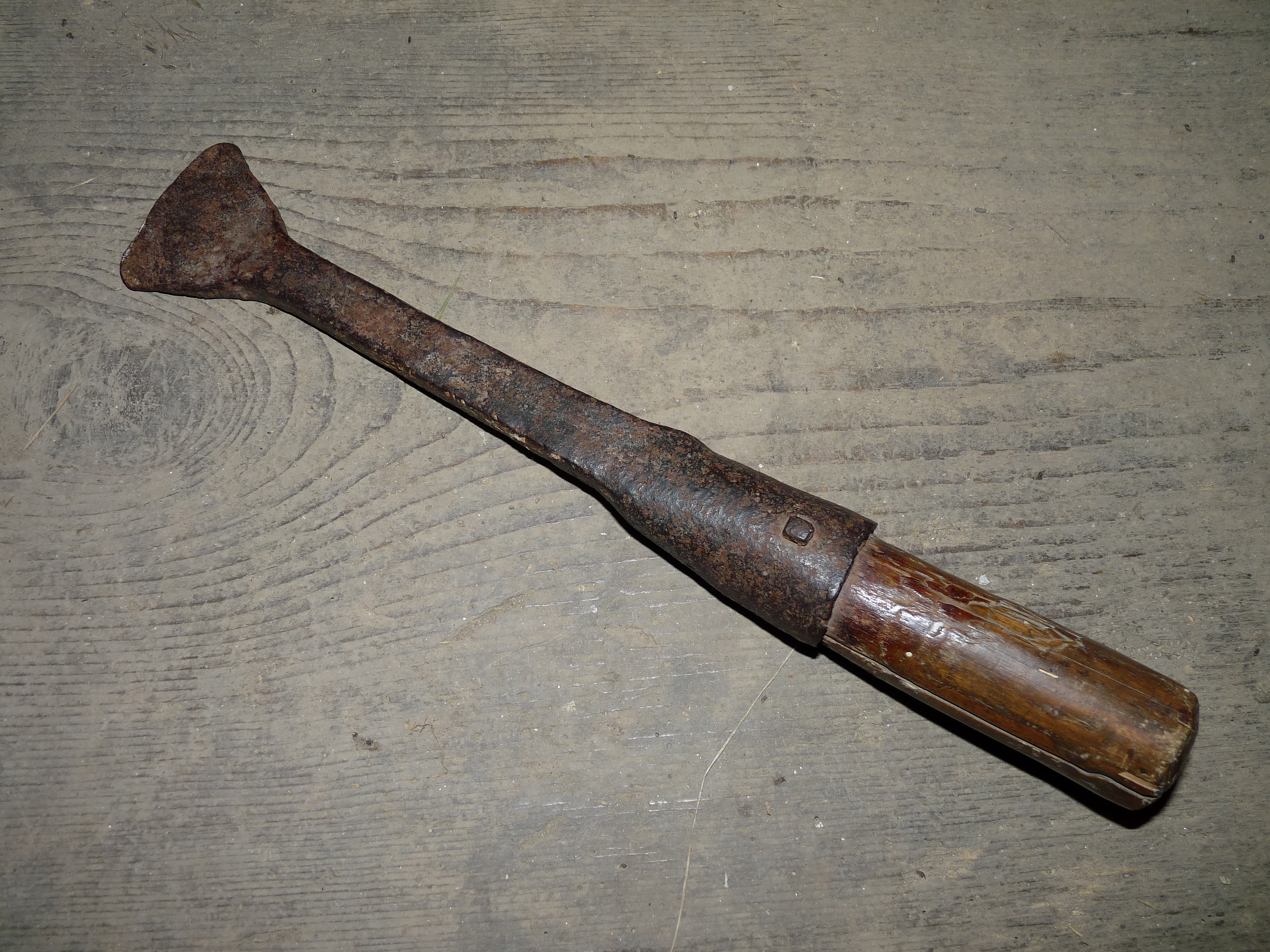
Otka, nástroj na čištění radlice
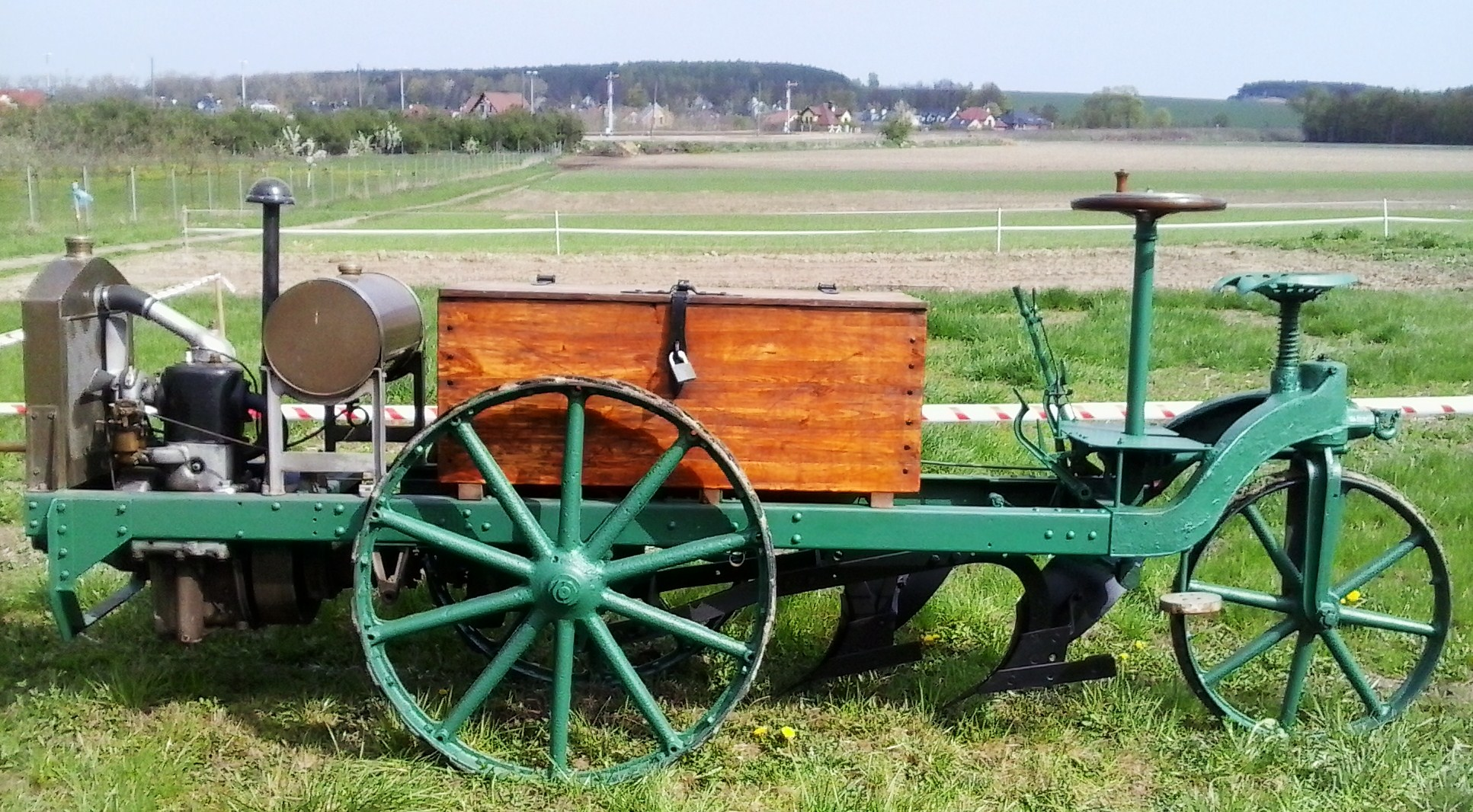
Motorový pluh Praga, zemědělské muzeum Szreniawa